# Rue Caron
Rue Caron je ulice v Paříži v historické čtvrti Marais. Nachází se ve 4. obvodu.

## Poloha
Ulice vede od jihu na sever. Začíná u křižovatky s Rue Saint-Antoine a končí na křižovatce s Rue de Jarente.

## Historie
Ulice byla vytyčena v roce 1784 v prostoru kláštera Sainte-Catherine-du-Val-des-Écoliers, zbořeného v letech 1773–1777. V roce 1877 získala svůj současný název. Louis Caron, po kterém nese ulice své jméno, dohlížel na královské stavby Ludvíka XVI.